# Perat
Perat je priimek več znanih Slovencev:
- Janko Perat (1921—2001), pisatelj in publicist
- Just Perat (1912—?), novinar, dopisnik
- Katja Perat (*1988), pesnica, esejistka, pisateljica, literarna kritičarka
- Mariza Perat (*1939), učiteljica, kulturna delavka, publicistka
- Miha Perat (*1978), športni plesalec, koreograf, plesni pedagog
- Milivoj Veličković Perat (1937—2024), razvojni nevrolog, pediater, prof. MF, ustanovitelj nacionalnega registra rizičnih otrok in otrok s cerebralno paralizo
- Miro Perat (*1975), športni plesalec, plesni pedagog
- Zvonko Perat (*1945), matematik, pedagog, prof.